# Покрајина Оренсе
Покрајина Оренсе (шп. Provincia de Ourense) је покрајина Шпаније у аутономној заједници Галисија. Главни град је Оренсе.